# Eurostar Italia

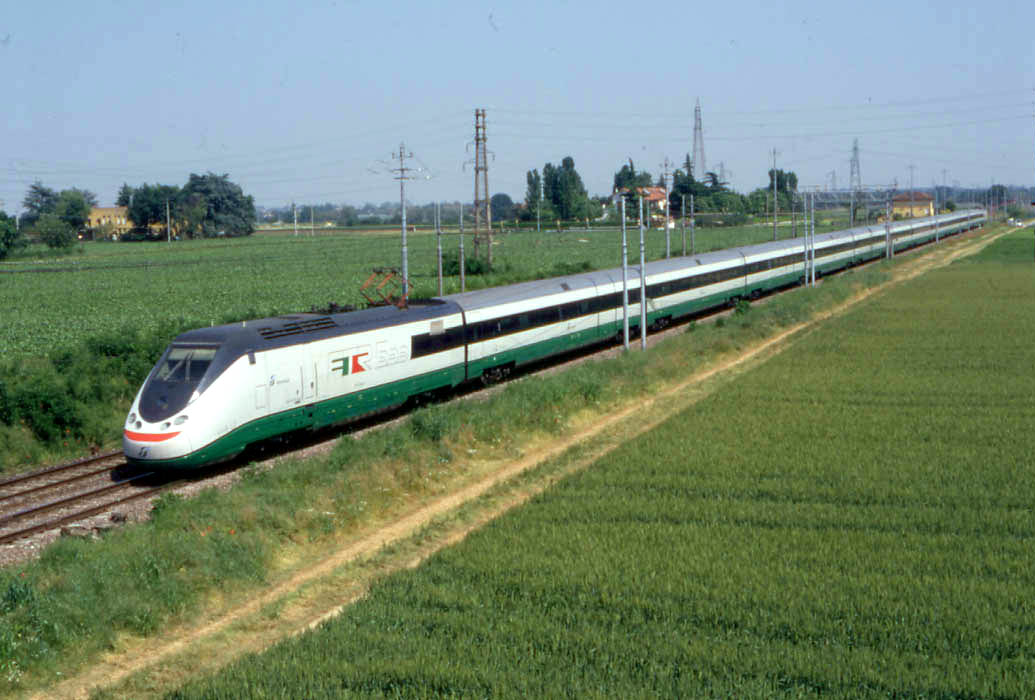
Eurostar Italia szerelvény

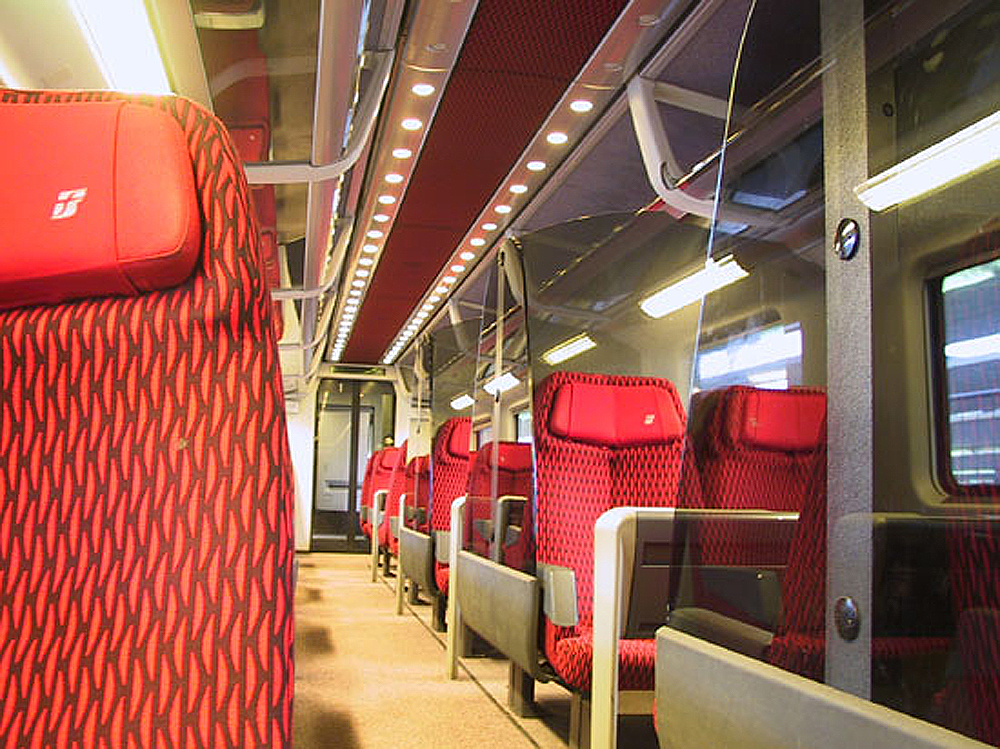
Az Eurostar Italia szerelvény belseje

Eurostar Italia volt a gyűjtőneve az olaszországi nagysebességű vonatoknak. A szerelvényeket a Trenitalia társaság üzemeltette az olaszországi nagyvárosokat összekötő nagysebességű vagy normál építésű vasúti pályákon. Naponta közel 130 szerelvény közlekedett. A márkanév 2012 decemberében szűnt meg.

## Szerelvények
Az Eurostar Italia viszonylatokon két típusú szerelvény üzemelt:
- Pendolino - régi építésű vonalakra tervezték, ahol a sebességet csak speciális technika segítségével lehetett hatékonyan növelni. A Pendolinók kocsiszekrénye önműködően bedől az ívekben, ezáltal 25%-kal növelni tudták sebességüket. Maximális sebessége 250 km/h.
- ETR 500 sorozat - az 1992-ben üzembe állított szerelvények már nem billenőszerkezetesek, kifejezetten az újépítésű, nagysebességű pályákra tervezték őket. Maximális sebességük 300 km/h.

## Nagysebességű vonalak
Olaszországban jelenleg hét nagysebességű pálya üzemel. Folyamatban van több száz km pálya építése. Ezeken a tervezett vonalakon a sebesség 300 km/h lesz.

## Viszonylatok
Az Eurostar Italia járatai 2012 decemberéig:

### Óránkénti gyakorisággal
- Milánó-Bologna-Firenze-Róma-Nápoly

### Kétórás gyakorisággal
- Torino-Milánó-Verona-Velence
- Velence-Bologna-Ancona-Bari
- Velence-Bologna-Firenze-Róma
- Reggio Calabria-Ancona-Róma

### Négyórás gyakorisággal
- Trieszt-Velence
- Udine-Velence
- Bolzano-Bologna-Firenze-Róma
- Torino-Firenze-Róma-Nápoly-Bari
- Savona-Genova-Pisa-Róma-Taranto